# 汾城明伦堂
汾城明伦堂位于中国山西省襄汾县汾城镇城内村，东接汾城文庙，北邻城隍庙街，保存完好。
2006年5月25日列为第六批全国重点文物保护单位。